# الإخوة المسابكيون
الإخوة المسابكيون (عبد المعطي مسابكي، فرانسيس مسابكي، روفائيل مسابكي) هم ثلاثة إخوة قدّيسين موارنة دمشقيّين قُتلوا أثناء صلاتهم في كنيسة الفرانسيسكان بدمشق خلال مجازر عام 1860. أعلن البابا بيوس الحادي عشر تطويبهم كقدّيسين في عام 1926.